# Сююрю-Кая (гора)
Сююрю-Кая (Острая) — гора-отторженец Главной гряды Крымских гор на северном склоне Ай-Петринской яйлы. Высота — 815 м.

## Описание

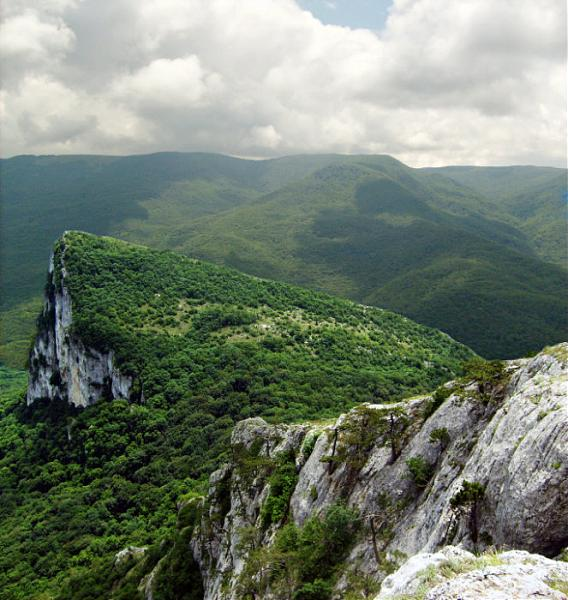
Пологий склон Сююрю-Кая был защищён тремя рядами стен

Расположена на северном склоне Ай-Петринской яйлы — на левом берегу реки Сары-Узень в её приустьевой части — южнее села Соколиное. Вершина - острый пик. Сложена из известняков. 
На Сююрю-Кая расположена одноимённая коррозионно-гравитационная шахта и пещера Дубовая (длиной 100 м). Северный и восточный склоны вершины являют собой уступы шириной 300 м; на пологом западной склоне — редколесье из можжевельника высокого. 
На Сююрю-Кая сохранились развалины средневекового (X—XIII века) укрепления с тремя оборонными стенами, башнями, храмом. 